# 気象レーダー

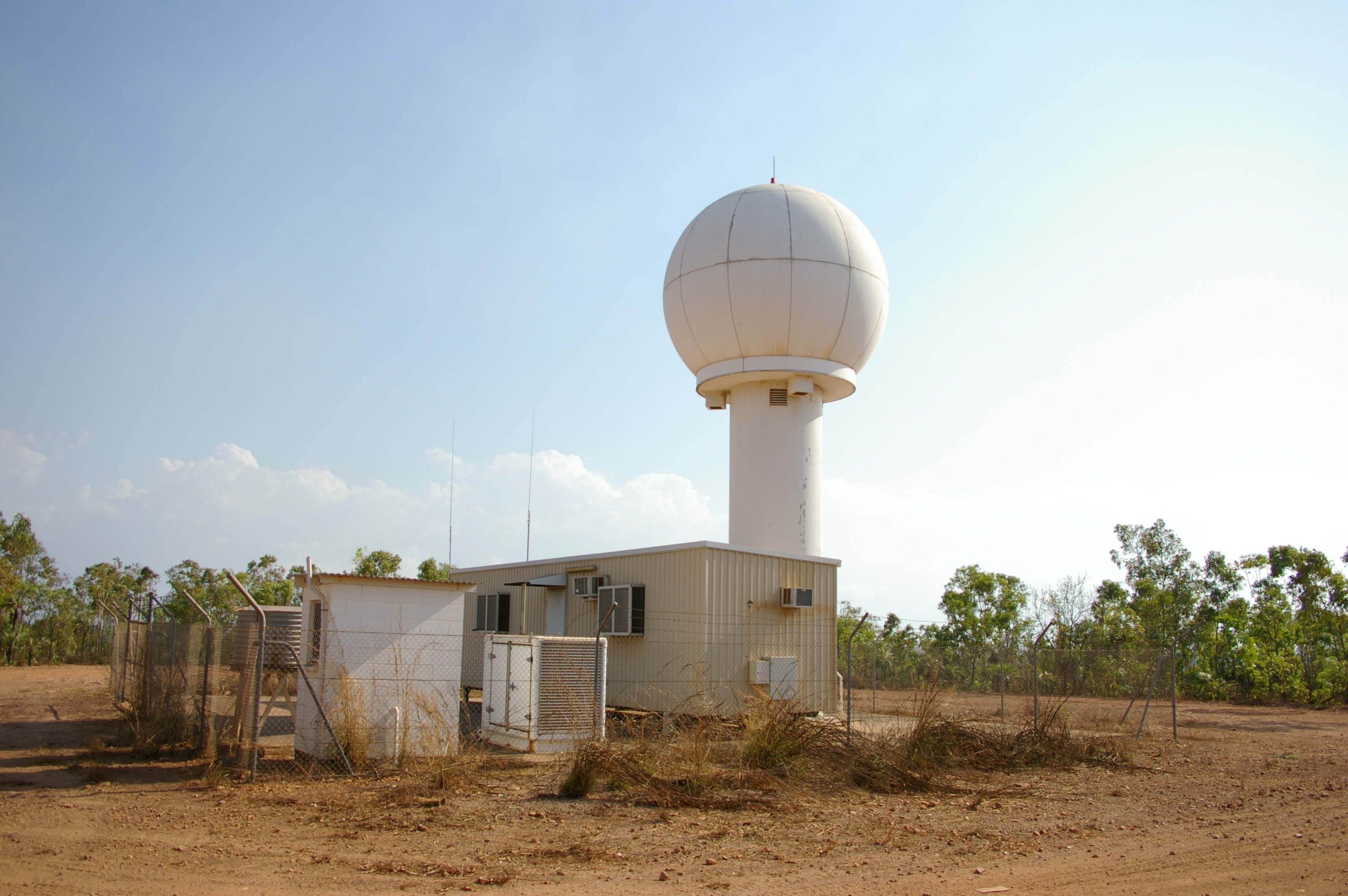
気象レーダー。オーストラリア、ノーザンテリトリー・ダーウィンにあるオーストラリア気象局のベリマーレーダー

気象レーダー（きしょうレーダー）は、気象状況を観測するためのレーダーである。アンテナから電磁波を放射し、反射して返ってくる電磁波を分析することで、雨や雪の位置と密度、風速や風向などを観測している。レーダーの種類にはいくつかあり、それぞれ観測できる対象や物理量が異なる。
気象学においては、気象現象の観測に重要な役割を果たす機器であり、1950年代から普及し始めた。工学においては、リモートセンシング技術の1つに位置づけられる。

## 歴史
1940年代にレーダー機器が実用化され軍事利用が拡大される中、間もなく強い強い降水域がノイズとして検出されることが発見され、気象観測への利用が試みられるようになった。アメリカでは第二次世界大戦中から気象レーダーの利用が始まり、戦後にはレーダー網の整備が進んだ。
アメリカでは1960年代に研究用ドップラーレーダーが登場し、1980年ごろから1996年にかけて気象現業でもNEXRADと呼ばれるドップラーレーダー観測網が整備され、同時期にダウンバースト等への対策として拠点空港にもTDWRが整備された。
日本では、気象庁で気象現業におけるレーダーの利用が始まったのは1954年で、ほぼ全国をカバーするレーダー網が完成したのは1972年となっている。また、Cバンドのレーダー網の整備が1976年に始まっている。
その後、気象庁のCバンドレーダーは2005年からCバンドドップラーレーダーへの更新が開始され、さらに2020年からはCバンド二重偏波ドップラーレーダーへの更新が開始されている。なお気象庁だけではなく、国土交通省が河川管理を主な目的として、いくつかの自治体が下水道管理や防災を目的として、また電力会社が雷の監視を目的として、気象レーダーを設置している。特に、国土交通省のXバンド二重偏波ドップラーレーダーは国内の広い範囲をカバーし、気象庁のレーダー降雨解析・予測にも統合利用されている。

## 気象レーダーの種類
マイクロ波やミリ波を用いるレーダーは、それぞれの波長に対応する粒子径レンジの雨や雪、雲を観測する。ドップラーレーダーは降水などの粒子から風向風速を観測する。

### マイクロ波レーダー

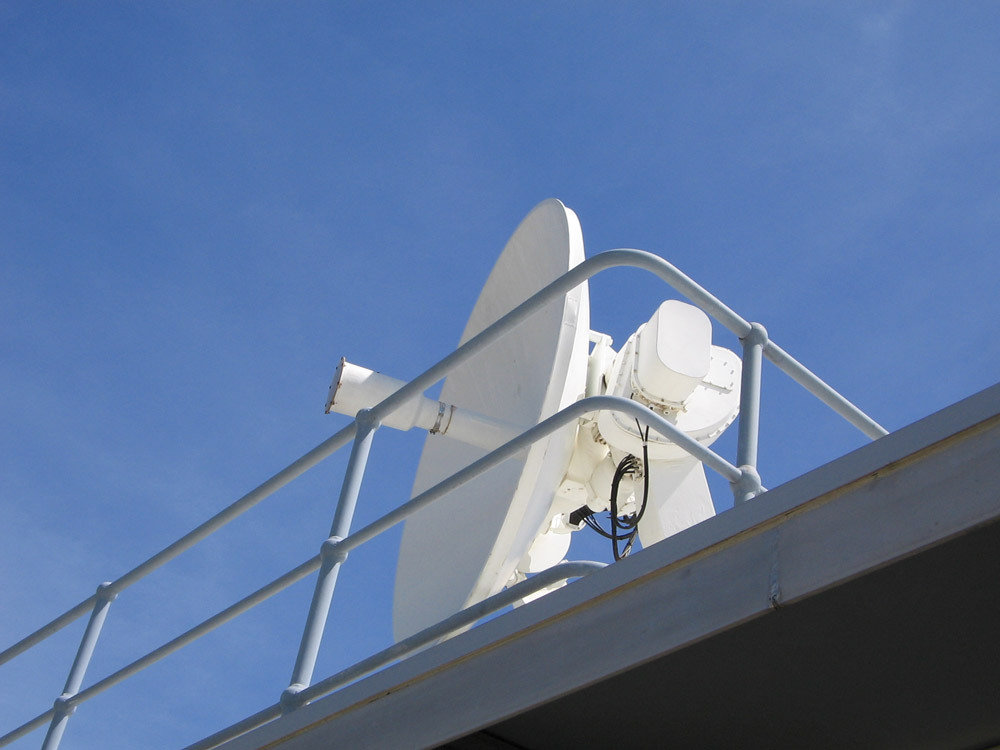
気象レーダーのアンテナ。オーストラリア、ダーウィン空港

電磁波を放射し、雨粒や雪・雹など、半径1mm程度の大気中の粒子によって散乱されて返ってくる電磁波を分析することで、雨や雪の位置と密度を観測している。
原理としては、回転するアンテナから波長3〜10cmのパルス状のセンチメートル波を発射し、降水粒子によるレイリー散乱で返って来る電波を受信する。放射した電磁波が戻ってくるまでの時間差とアンテナの方向から空間分布を、強度から降水の強さを、波長の変化から降水粒子の動きを観測する。探知可能距離は数十〜数百km程度。気象庁の標準的な値としては探知範囲は300km程度であり、波長5.7cm、パルス幅2μsのものが利用されている
障害物があるとその影となる部分の観測がしづらいため、高い山の山頂などに設置されることが多い。1999年まで富士山頂で稼動していた富士山レーダーは最大で800km先まで観測が可能で、台風の観測などに大きな役割を果たした。
設備の規模が大きいため地上にしか設置されていなかったが、1990年代ごろから軽量化と小型化が進み気象衛星にも搭載できるようになった。気象衛星は観測範囲が広く、地上の障害物の影響を受けない利点がある。熱帯降雨観測衛星(TRMM)はマイクロ波レーダーを搭載している。
レイリー散乱の散乱強度は粒子径の6乗に比例するため小さな粒子の捕捉は苦手であり、直径0.5mm未満の霧雨はマイクロ波レーダーに映らない場合がある。

### ミリ波レーダー
電磁波を放射し、大気中の雨や雪によるレイリー散乱で返ってくる電磁波を分析する点はマイクロ波レーダーと同じである。異なるのは波長1mm〜10mm程度とマイクロ波より短いミリ波を用いる点である。
波長が短いため、マイクロ波レーダーよりも小さな物体を捉えることができる。雨粒などよりも小さい、霧の粒子や雲粒を観測するのに適している。地上に設置するタイプのほか、気象衛星に搭載されることもある。

### ドップラーレーダー
電磁波を放射し、大気中の雨や雪によって反射して返ってくる電磁波を分析する点はマイクロ波レーダーと同じである。雨や雪の位置と密度も観測することができるが、最大の特徴はドップラー効果に伴う周波数の偏移を観測できる点である。小さな雨粒や雲粒は、風に乗って動くため風と同じ動きをする。この雨粒や雲粒に当たって反射してくる電磁波の周波数の偏移を観測することで、その場所の風速や風向を推定することができる。
通常は、風速や風向を立体的に捉えるために、2つ以上の複数のレーダーから得られた情報を解析して推定する。
風速や風向を捉えることで、気象レーダーでは分かりにくかった細かいスケールでの気流の流れや雲の動きを把握できる。そのおかげで、乱気流につながるウインドシアやダウンバーストの観測、竜巻などにつながる上空の気流の乱れを観測することができる。
荒天時に雨雲と風の移動を観測するのに適したドップラーレーダーだが、晴天時は電波を反射する雨粒が無いため風の観測ができない。これを補うために、音波を用いたドップラーソーダーや光（レーザー）を用いたドップラーライダーが併用されることがある。

### 偏波レーダー
二重偏波レーダーは、垂直偏波と水平偏波の2種類の電波を発射し、雨粒の形状を利用して2種類の電波の反射率の差から降水強度を求める。
コヒーレント二重偏波レーダは、垂直偏波と水平偏波の2種類の電波を発射し、2種類の電波の位相の差から降水強度を求める。送信電力の大小、雨粒の大きさ、降雨による減衰などの影響を受けにくいため、定量的な観測が可能だとされる。

### 雷レーダー
電磁波を発射して、反射してきたものを分析するレーダーでも雷を観測することはできるが、雷が他の観測の妨げになるためあまり用いない。雷を観測する場合は、雷だけを観測するためのレーダーを別に設置することがある。

## レーダーエコーと気象の関係

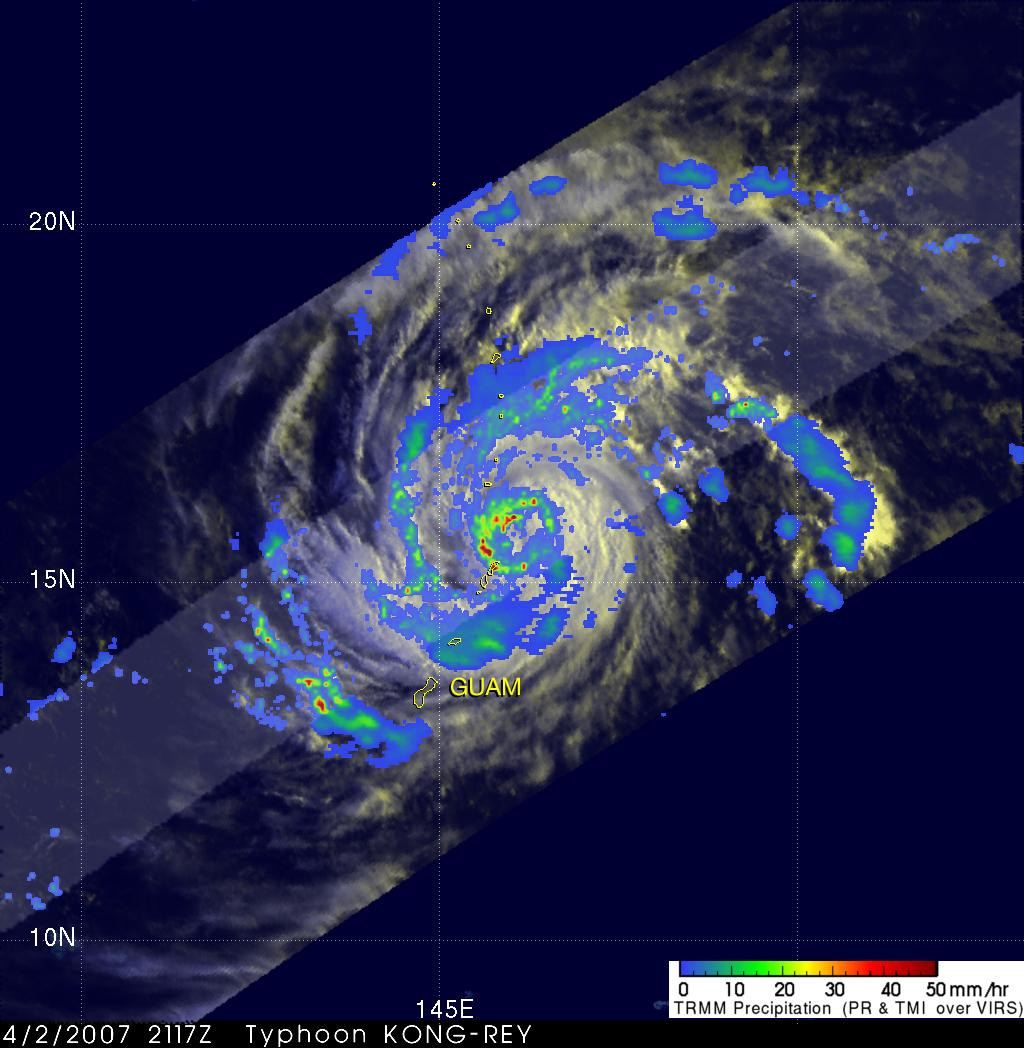
熱帯降雨観測衛星が撮影したレーダー画像、2007年4月2日。2007年台風1号がグアム付近を通過した際の画像。

レーダーエコーの画像は雨雲の位置や雨量などの分布を示している。エコー画像からは、それがどういった気象現象であるかを推定することができる。気象衛星の可視光・赤外雲画像では一部しか把握できなかったり、上層雲に隠されて見えなかったりする気象現象も、レーダーエコー画像により観測できる。
エコー画像では、降水強度（降水量）を色分けして表示することが多い。この強度の分布から、降雨のパターンを推定することができる。
降水強度がどの地点でも同じような分布でほとんど同じ色が広がっているような場合、温暖前線やあまり強くない低気圧の通過に伴い、層雲や乱層雲などからあまり強くない雨がしとしとと降っていることが多い。一方、降水強度が地点によって大きく異なっていて画像上にさまざまな色がまばらに分布しているような場合、寒冷前線や発達した低気圧の通過、あるいは大気が不安定となっていることに伴い、乱層雲や積雲・積乱雲などから強度変化が激しいやや強めの雨がザーッと降っていることが多い。
また、エコー画像の時間変化からも気象現象の特徴をつかむことができる。エコー画像で色が着いている部分を降水域（こうすいいき、降雨帯とも）というが、この降水域の移動や生滅の様子から、降雨の元となっている気象現象のパターンを推定することができる。
降水域が大きくまとまって同じ方向に移動し続けている場合、降雨の原因は前線性の対流か大気の不安定のどちらかであることが多い。前線性の対流では、前線の移動に伴って雨雲が同じように移動していく。大気の不安定な時は、多数の雨雲が離れてばらばらに分布しているものの、大規模な大気の流れによって同じように移動していく。また、寿命数十分-数時間程度の局地的な強い降水域がいくつか現れ、そこでは大雨が降る。降水域が回転しながら移動している場合、低気圧性の対流であることが多い。低気圧の周囲では反時計回り（北半球の場合）に回転しながら大気が集まってきているため、雨雲も同様に移動する。熱帯低気圧や台風などの場合は、回転速度が速く、中心には台風の目にあたる空白ができる。
ドップラーレーダーでは、マイクロ波レーダーの降水強度にあたるものとして風速、時間変化に当たるものとして風向を把握することができ、これらからも気象現象の特徴をつかむことができる。
エコー画像ではレーダーの性質により、特徴的な画像が見られることがある。

### ラインエコー

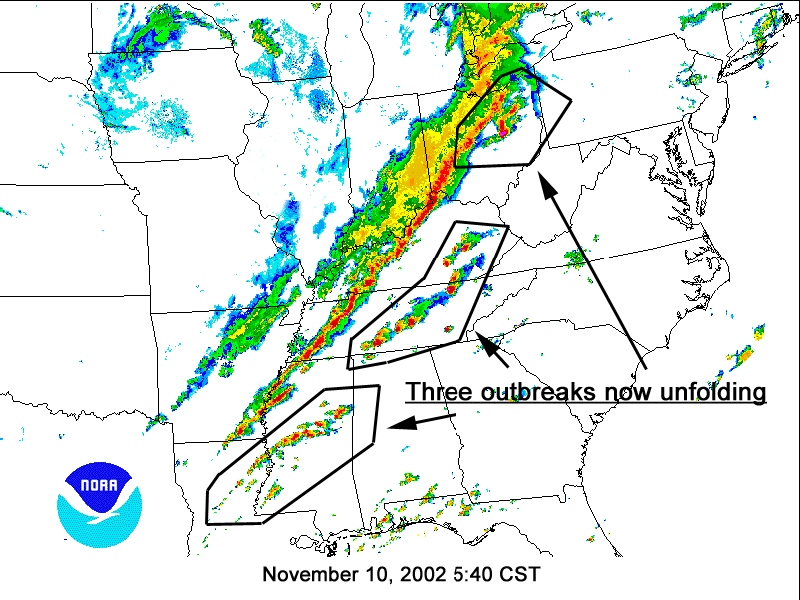
ラインエコー、アメリカ東部、2001年11月10日。

ラインエコー、線状エコーなどと呼ぶ。降水強度の強い部分が線（ライン）状に分布しているものを言う。寒冷前線やシアーライン上にできる例が多く見られる。雨雲を成長させる空気の対流がコンパクトながらも激しいことを示している。線を挟んで両側から雲を作り出す水蒸気が供給されることで雨雲が長く持続しエコーも残る。線の幅が狭いほど、降水強度が強いほど、雨雲の周囲では雨風が強い。
テーパリングクラウドと呼ばれる細長い発達した積乱雲の発生時には、必ずと言ってよいほど見られるエコー。

### ボウエコー
ボウエコー、弓状エコー、弧状エコーなどと呼ぶ。降水強度の強い部分が弓（ボウ）状に分布しているものを言う。複数の積乱雲（降水セル）が接近して発生した場合、それらが集まってメソサイクロンと呼ばれる循環を始めることがあるが、このようなときに見られるエコーである。ドップラーレーダーで観測した場合も同様に見られ、降水セルの中の気流の分布を解析することで、セルの中での循環の様子や降水の程度などを推定することができる。
アメリカでは、発達したボウエコーをデレチョ (derecho) と呼んでいる。デレチョは持続時間が長い上に激しい気象現象をもたらし、災害を引き起こすことが多い。多数のボウエコーが直線的に並んだものをシリアルデレチョ、持続時間が長く非常に長い距離を移動するボウエコーをプログレッシブデレチョ、両者の性質を持ったボウエコーをハイブリッドデレチョと呼ぶ。

### フックエコー
フックエコー、鉤状エコー、釣り針状エコー、クロワッサンエコーなどとよぶ。降水強度が強い部分が鉤（フック）または釣り針状に分布しているものを言う。フックエコーの規模は数km〜数十kmと小さく、この規模に合わせて観測しなければならない。フックエコーは竜巻の前触れとされるエコーである。竜巻の原因は、発達した積乱雲の中でメソサイクロンと呼ばれる循環が局地的に強まって、コンパクトにまとまった渦巻きが発生することである。レーダーが捕捉する雨粒は風の影響を強く受けるため、竜巻の発生時やその前後に竜巻の周囲で強い気流の引き込みが発生すると雨粒が引き寄せられて密度が高まり降水強度が強くなったように見える。これは、竜巻の親雲である積乱雲のこう水域から竜巻の方向に向かって鉤状に伸びる。

### ブライトバンド

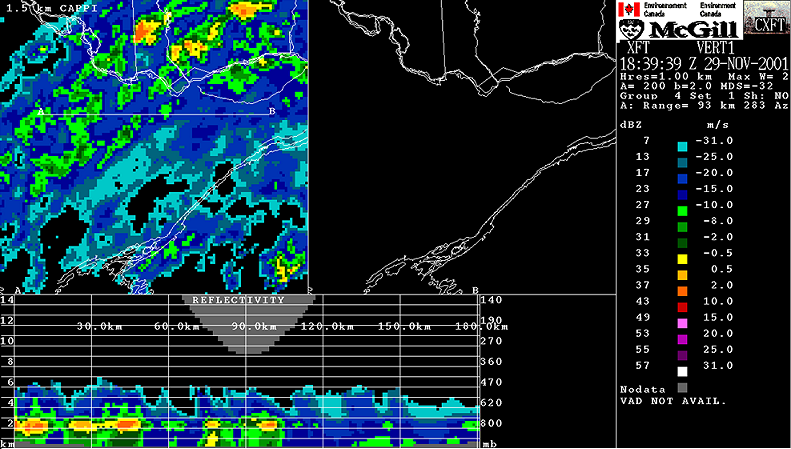
ブライトバンド、カナダ東部、2001年11月29日。上空の雪が地上までの間に溶けて雨になっている様子がよくわかる。

ブライトバンドとは、雪（固体）が解け始めて雨（液体）に変わりつつあるような状態変化中の粒を観測したときに現れるエコーである。特に雨が強く降っているわけでもないのに、屈折率の関係で強く反射されて、エコー画像では明るく映ることからそう呼ばれている。
融解層水平方向では円形（ドーナツ状）に映り、その中心にレーダーの設置場所があることを表している。

## 非降水エコー
降水粒子（雨や雪など）以外の物体が捉えられてレーダー画像に映ることがある。総称して非降水エコーといい、いくつかの種類がある。非降水エコーはデータの品質管理のプロセスでなるべく除去されてはいるものの、完全に除去できない場合がある。
山や建物、構造物による反射はグランドクラッターと呼ばれる。静止した物体のエコーを除去するフィルタ処理により取り除かれている。また、風力発電機の大型のプロペラ、スキー場のチェアリフト、風に揺すられた樹木などの揺れ動く物体が像を結ぶことがある。これもグランドクラッターに含める場合がある。グランドクラッターのエコーがかなり強い場合や、揺れ動く物体のエコーは完全な除去が難しい。
海域では、シークラッターと呼ばれる波や飛沫の反射がドーナツ状に映ることがあり、海に近い観測所で風が強いときに起きやすい。
これら以外の晴天時のエコーはエンジェルエコー、エンゼルエコーと呼ばれることがある。鳥や昆虫などの小動物、航空機や船舶などの移動する人工物、火災による物体の飛散、軍事用途のチャフ散布、また大気の電波屈折率の「ゆらぎ」などが挙げられる。

### 異常伝播
電波屈折率の通常とは異なる変化によって、気象レーダーの電波の異常伝播が起こることがある。主な原因は上空の気温逆転層や乾燥域の存在である。
電波の屈折率は経路となる大気の気温や湿度、すなわち密度の分布に影響を受ける。このため、逆転層などによって屈折率が大きく変化する層ができると、普段は直進している電波が下方に屈折し、地表や構造物に反射して非降水エコーが映る。
上空の風速をレーダー観測する気象庁のウインドプロファイラは、この屈折率変化を応用したものである。降雨レーダーよりも長い波長の電波を使うことで、屈折率変化による大気からのわずかな反射波を検出し、雨の粒子も併用して観測する。乾燥が強いときには観測が難しいものの、晴天時にも上空の風速が観測できる。
また、レーダーの技術的な不具合や、電波干渉などが異常伝播のように映ることもある。
無線と異なり、気象レーダーに使用される波長は太陽活動によるデリンジャー現象の影響は受けにくいが、磁気嵐の影響、スポラディックE層の影響は気象レーダーでも発生することがある。

## 日本の気象レーダー

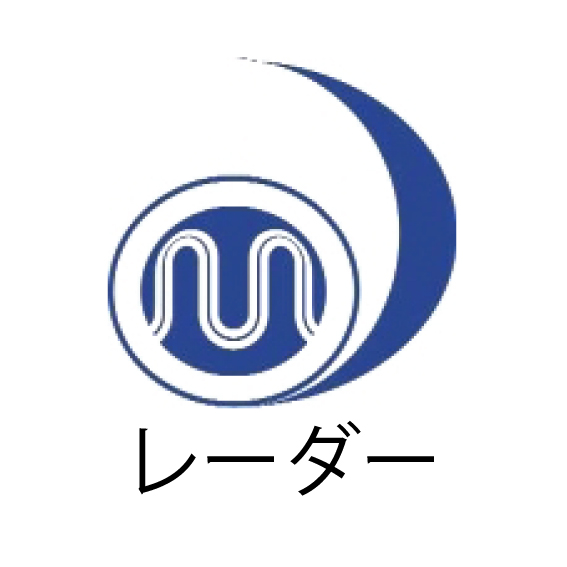
気象庁のレーダーのアイコン

日本では、これまでマイクロ波レーダーのみが広く用いられてきたため、マイクロ波レーダーを気象レーダーということが多い。本来は気象観測に用いるレーダー全般を「気象レーダー」という。無線局の種別としては、無線標定陸上局に分類される。

### 日本の気象レーダー網

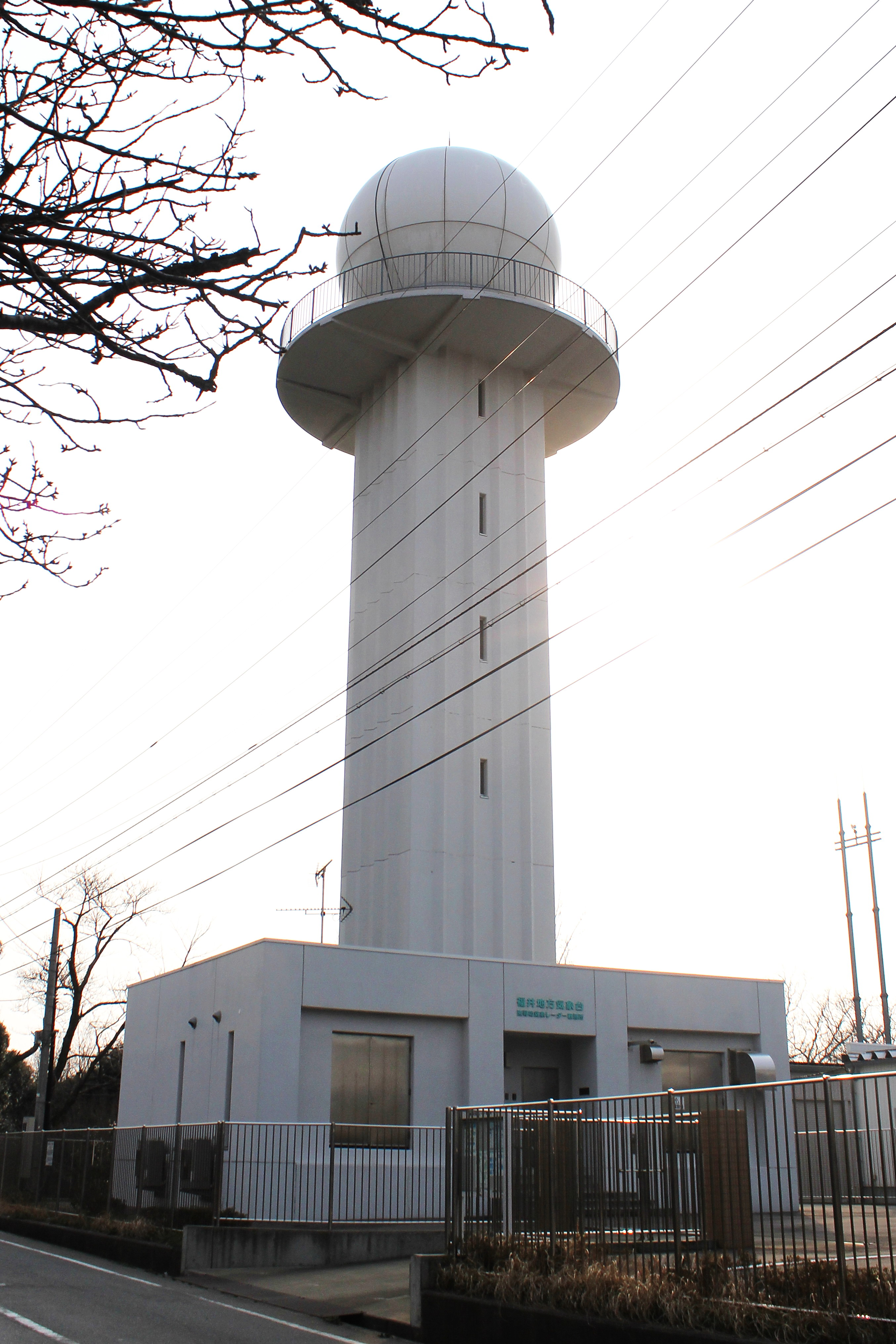
東尋坊気象レーダー観測所（福井）

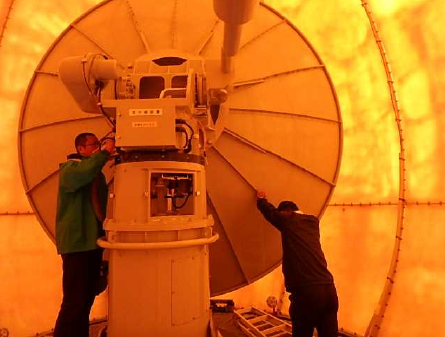
石垣島レーダーのドームの内部

気象庁の運用する気象レーダーは以下の20箇所である（2023年3月現在）。
- 札幌（北海道小樽市毛無山）
- 釧路（北海道釧路郡釧路町昆布森）
- 函館（北海道亀田郡七飯町横津岳）
- 秋田（秋田県秋田市秋田第二合同庁舎屋上）
- 仙台（宮城県仙台市宮城野区仙台管区気象台(仙台第三合同庁舎屋上)）
- 新潟（新潟県新潟市西蒲区多宝山）
- 長野（長野県茅野市車山） - 車山気象レーダー観測所
- 東京（千葉県柏市気象大学校構内） - 東京レーダー
- 静岡（静岡県菊川市牧之原） - 牧之原気象レーダー観測所
- 名古屋（愛知県名古屋市千種区名古屋地方気象台庁舎屋上）
- 福井（福井県坂井市東尋坊）
- 大阪（大阪府八尾市高安山） - 高安山気象レーダー観測所
- 松江（島根県松江市三坂山）
- 広島（広島県呉市灰ヶ峰）
- 室戸岬（高知県室戸市室戸岬特別地域気象観測所構内）
- 福岡（佐賀県神埼市脊振山）
- 種子島（鹿児島県熊毛郡中種子町種子島合同庁舎屋上）
- 名瀬（鹿児島県奄美市名瀬本茶峠）
- 沖縄（沖縄県南城市糸数）
- 石垣（沖縄県石垣市於茂登岳）

以上、20か所のレーダー観測を合成して小笠原諸島や北方領土の一部等を除く日本列島のほぼ全域及び沿岸の海域がカバーされており、気象庁は10分ごとに1km四方の降水強度と2.5km四方の雲頂高度を作成している。2009年7月より5分間隔の観測．
また、上記以外にも各地の航空地方気象台・航空測候所等に空港気象レーダーが設けられている。
国土交通省では、河川や湖、ダムを運用・管理するために多くの気象レーダーを気象庁とは別に独自に設置している。全国に合計26か所設置されている。レーダーの運用・管理は地域の河川事務所、ダム管理所や地方整備局が多い。なお、国土交通省解析雨量は、かつては気象レーダーとして気象庁レーダーのみを利用していたが、現在は国土交通省レーダーの観測を取り込んでいる。
防衛省では独自に気象レーダーを設置しており、飛行場に設置された固定式のほか、トラックに搭載できる移動式も有している。陸上自衛隊中央管制気象隊や航空自衛隊の航空気象群などが運用を担当している。

### 気象レーダーのドップラー化
竜巻をはじめとした突風をもたらす現象を監視するため、気象庁ではドップラー・レーダーへの更新が行われた。
- 2005年度 東京
- 2006年度 新潟、仙台、名古屋
- 2007年度 釧路、函館、松江、福岡、種子島、沖縄、室戸岬
- 2008年度 札幌、福井、大阪、広島、石垣島
- 2011年度 秋田
- 2012年度 長野、静岡、名瀬

なお、ドップラーレーダーの風データをメソ数値予報モデルに取り込むことができることから、現在より短い時間間隔でより細かい範囲の風を状況を把握することで、集中豪雨等の予測精度向上に寄与することが期待されている。
また日本国内の9か所の空港（新千歳、成田、羽田、中部、大阪、関西、福岡、鹿児島、那覇）では、航空機の離着陸に影響を与える低層ウィンドシア検出のため、空港気象ドップラーレーダーを設置・運用している。
また、国土交通省では、深山レーダ雨量計（大阪府豊能郡能勢町）でドップラーレーダーが併設されている。